# BR-435
A BR-435 é uma rodovia de ligação do Brasil, criada pela lei federal Nº 12.264 de 21 de junho de 2010 ( Vide a Lei no Wikisource.) iniciando em Vilhena-RO no km 13,2 das BR-364/BR-174, sendo que seus primeiros 14,4km coincidem com a BR-364. Depois segue o trajeto da antiga RO-399, passando por municípios do cone sul de Rondônia, como Vilhena, Colorado do Oeste, Cerejeiras e Pimenteiras do Oeste na fronteira Brasil/Bolívia; além de dar acesso a Cabixi e Corumbiara.